# 錫努阿帕
錫努阿帕（西班牙語：Sinuapa），是洪都拉斯的城鎮，位於該國西部，由奧科特佩克省負責管轄，始建於1889年，面積131.1平方公里，海拔高度880米，2001年人口5,820，人口密度每平方公里44.39人。
14°27′N 89°11′W / 14.450°N 89.183°W